# Wiebren Veenstra

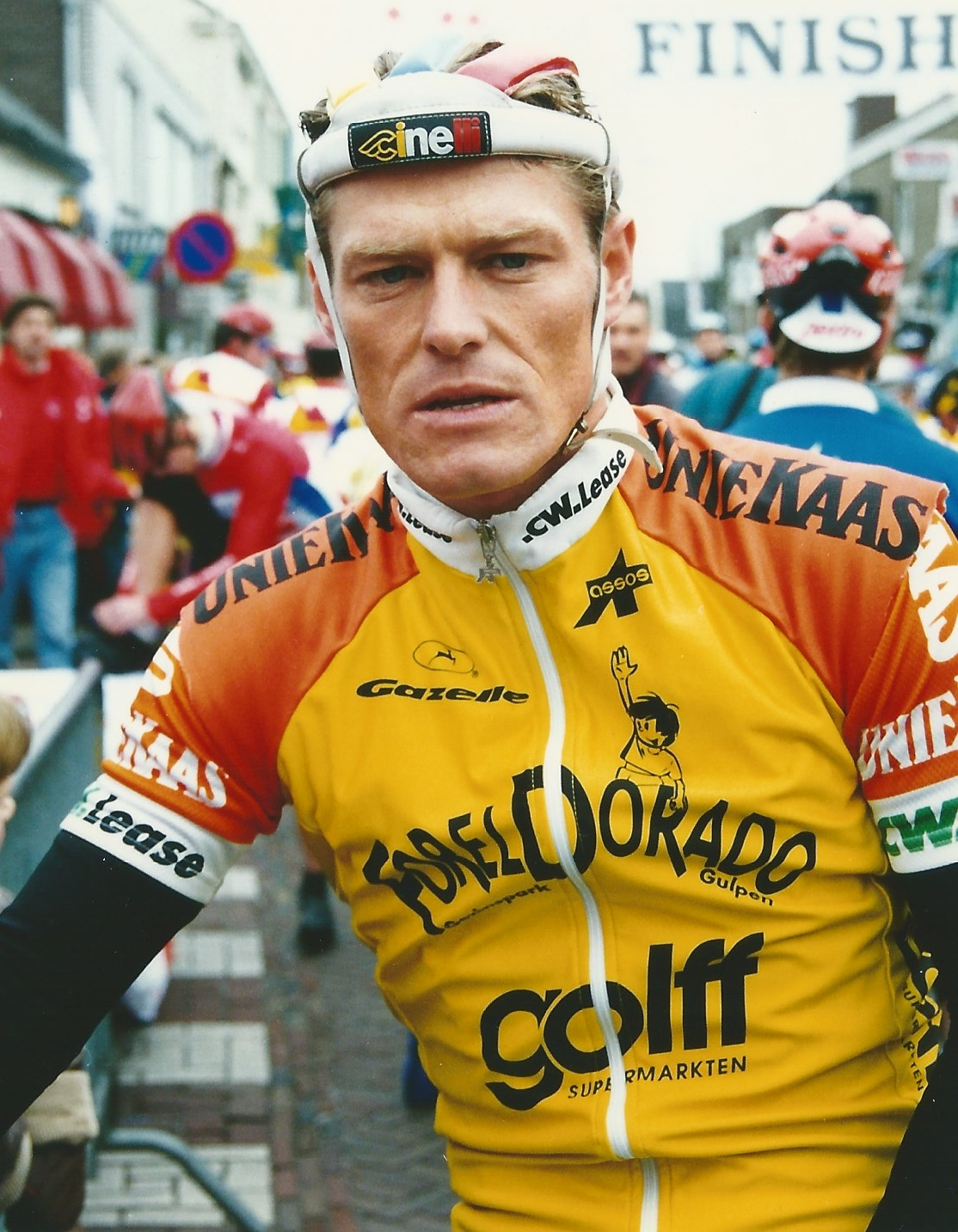
Wiebren Veenstra 1996

Wiebren Veenstra (* 8. Dezember 1966 in Harkema) ist ein ehemaliger niederländischer Radrennfahrer.

## Sportliche Laufbahn
Sein erster bedeutender Erfolg war ein Etappensieg in der Olympia’s Tour 1985. Ein Jahr später gelang ihm dies erneut. 1987 siegte er in der Ronde van Midden-Zeeland, einem der wichtigsten Eintagesrennen für Amateure in den Niederlanden. Seinen ersten Vertrag als Berufsfahrer erhielt er dann 1988 im belgischen Radsportteam Hitachi, für das er auch 1988 am Start der Tour de France war (wobei er ausschied). Ein Tagessieg in der Holland-Rundfahrt wurde sein erster Erfolg als Profi. 1990 konnte er zehn Siege verbuchen, darunter das Rennen Veenendaal–Veenendaal, eine Etappe der Belgien-Rundfahrt sowie zwei Siege in der Holland-Rundfahrt. Veenendaal–Veenendaal gewann er erneut 1991, wie auch die Ronde van Midden-Zeeland für Profis und wiederum eine Etappe der Holland-Rundfahrt. 1994 war er im Grote Prijs Beeckman-De Caluwé erfolgreich. Er fuhr 1991 erneut die Tour de France (157. Platz). 1992 gewann er unter anderem den GP Zele, 1993 konnte er fünf Erfolge bei Rennen in Nordamerika feiern. 1994 ragte ein Teilerfolg im Rennen Grand Prix Midi Libre aus seinen Palmarès heraus. 1995 gewann er einen Teilabschnitt im Critérium du Dauphiné Libéré.